# Nedergård (Bøstrup Sogn)
 For alternative betydninger, se Nedergård. (Se også artikler, som begynder med Nedergård)
Nedergård er en gammel gård, som nævnes første gang i 1409 og ligger i Bøstrup Sogn, Langelands Nørre Herred, Langeland Kommune. Hovedbygningen er opført i 1867 ved Julius Tholle. Hovedbygningen er privat beboelse.
Nedergård Gods er på 341 hektar med Gralegaard.
Stamhuset Nedergaard omfatter hovedgården Nedergård med Svalebøllegård på ca. 87 tdr. hartkorn af slags. Jordtillinggendet er 540 tdr. land og skovarealet 140 tdr. land. Stamhuset blev oprettet 1775 for Otto Ditlev Kaas og ophørte i 1930 med lensafløsningen.

## Ejere af Stamhuset Nedergaard
- (1731-1755) Christian Banner-Kaas (Mur)
- (1755-1778) Otto Ditlev Kaas (Sparre)
- (1778) Edel Sophie Ottesdatter Kaas (Sparre)
- (1778-1804) Frederik Christian Kaas (Mur)
- (1804-1811) Otto Ditlev Kaas-Lehn (Mur), lensbaron Guldborgland
- (1811-1857) Henrik Valentin Eicksted Kaas (Mur)
- (1857-1865) Henrik Valentin Kaas (Mur)
- (1865-1911) Gebhardt Valentin Kaas (Mur)
- (1911-1920) Otto Ditlev Kaas (Mur)
- (1920-1936) Gebhardt Marius Cay Vilhelm Ove Kaas (Mur)

## Ejere af Nedergård
- (1391-1409) Niels Jepsen Algudsen
- (1409-1438) Niels Jepsen Algudsen / Bo Jepsen Algudsen
- (1438-1455) Jep Nielsen Algudsen
- (1455-1476) Jep Nielsen Algudsen / Thomas Baad
- (1476-1510) Peder Jepsen Algudsen
- (1510-1558) Algud Pedersen Algudsen
- (1558-1566) Per Algudsen
- (1566-1570) Kirsten Algudsdatter Algudsen gift Akeleye
- (1570-1588) Knud Mikkelsen Akeleye
- (1588-1589) Mikkel Knudsen Akeleye
- (1589-1625) Hans Urne
- (1625-1631) Margrethe Hansdatter Urne / Karen Hansdatter Urne gift Manneskjold
- (1631) Claus Brockenhuus
- (1631-1638) Claus von Buchwaldt
- (1638-1676) Frederik Clausen von Buchwaldt
- (1676-1684) Joachim Christopher Frederiksen von Buchwaldt
- (1684-1686) Abel Dorothea Thienen gift (1) von Buchwaldt (2) Rantzau
- (1686-1694) Frederik Rantzau
- (1694-1699) Frederik Ahlefeldt
- (1699) Laurids Pedersen Schmidt
- (1699-1704) Nicolaus von Rumohr
- (1704-1716) Otto Kaas (Sparre)
- (1716-1731) Rudbek Ottesen Kaas (Sparre)
- (1731) Sophie Charlotte Brockdorff gift (1) Kaas (2) Banner-Kaas
- (1731-1755) Christian Banner-Kaas (Mur)
- (1755-1778) Otto Ditlev Kaas (Sparre)
- (1778) Edel Sophie Ottesdatter Kaas (Sparre) gift Kaas (mur)
- (1778-1804) Frederik Christian Kaas (Mur)
- (1804-1811) Otto Ditlev Kaas-Lehn (Mur)
- (1811-1857) Henrik Valentin Eicksted Kaas (Mur)
- (1857-1865) Henrik Valentin Kaas (Mur)
- (1865-1911) Gebhard Valentin Kaas (Mur)
- (1911-1920) Otto Ditlev Kaas (Mur)
- (1920-1936) Gebhardt Marius Cay Vilhelm Ove Kaas (Mur)
- (1936-1937) Stanley Burnmeister
- (1937-1959) Frederik Sander
- (1959-2001) Jørgen Frederik Sander
- (2001-2012) Jens-Ulrik Sander
- (2012-) Hans Michael Jebsen